# Coryphaenoides rupestris
Espèce
Synonymes
- Coryphaena rupestris (Gunnerus, 1765)[1]
- Coryphaenoides (Coryphaenoides) rupestris Gunnerus, 1765[1]
- Coryphaenoides norvegicus (Nilsson, 1832)[1]
- Ledipoleprus norvegicus Nilsson, 1832[1]
- Lepidoleprus norvegicus Nilsson, 1832[1]
- Macrourus stroemii Reinhardt, 1825[1]
- Macrurus norvegicus (Nilsson, 1832)[1]
- Macrurus rupestris (Gunnerus, 1765)[1]

Statut de conservation UICN

 CR A4bd : 
En danger critique
Coryphaenoides rupestris, communément appelé Grenadier de roche, est un poisson abyssal de la famille des Macrouridae vivant dans l'Atlantique nord.

## Biologie
Il vit de 180 à 2 600 m de profondeur et n'est pêché par la pêche industrielle que depuis la fin du XXe siècle ; il peut mesurer jusqu'à 1,20 m pour 3 kg.
Sa longévité peut atteindre 60 ans et sa maturité sexuelle est très tardive, de l'ordre de 10 ans. 

## Surpêche
Sa dynamique de population le rend très vulnérable à la surpêche. En Europe il est notamment pêché au large de l'ouest de l’Écosse depuis 1989 (pour trouver une solution à la régression du lieu noir largement surexploité). En 1990 la France était responsable de 99 % du prélèvement sur le stock ouest-Écosse, via des chalut de grand fond à mailles de 9 à 10 cm tirés par des navires industriels ou semi-industriels venant de Boulogne, Lorient, Concarneau et Douarnenez, alors que les captures internationales des autres pays (Féroé, Allemagne et Grande Bretagne) étaient encore marginales (moins de 30 t/an). 
Une étude faite dans les années 1990 (à l'ouest de l'Angleterre) sur des poissons vivant en profondeur en bordure du plateau continental a montré que la réduction de leur biomasse à la suite de la pêche au chalut se fait très rapidement (en quelques années), mais d'une manière plus ou moins marquée selon l'espèce (dans ce cas par exemple le grenadier de roche a mieux résisté que l'hoplostèthe orange (Hoplostethus atlanticus) qui a plus rapidement et fortement décliné. L'Ifremer a estimé que pour le stock Ouest-Écosse, il y aurait surexploitation à partir de 7 000 à 8 000 t/an, tonnage qui était déjà atteint en seulement deux ans (dès 1991 dont 7 300 t prélevées par des pêcheurs français).
Il est estimé par l'Ifremer en 2018, que le niveau de capture durable étaient de 3 000 tonnes par an, alors que les niveaux pêchés ont atteint 80 000 tonnes par an en 1971, pour tomber à  15 000 tonnes par an en 1990 - 2000, jusqu'à une nouvelle période de surpêche menée par l'Espagne, le Danemark et la France de 2002 à 2007. La population actuelle ne dépasserait pas 10 pour cent de la population initiale.

## Contamination toxique
Comme beaucoup de poissons abyssaux, le grenadier de roche est fortement contaminé par des polluants de types organochlorés tels que les polychlorobiphényles (PCB) et le dichloro DDT. Les impacts de ces polluants ne sont pas connus, mais il apparaît que la contamination induirait une hausse des mécanismes de défenses antioxydantes, comme la superoxyde dismutase et la catalase. Des études réalisées sur des tranches de précision de foie indiquent que la forte pression hydrostatique prévalant en profondeur favoriserait l'accumulation de ces polluants en réduisant l'expression des systèmes enzymatiques, tels que les cytochromes P450, assurant l'élimination de ces composés.  